# Скшешев-Е
Скшешев-Е (пол. Skrzeszew E) — село в Польщі, у гміні Репки Соколовського повіту Мазовецького воєводства.
Населення — 53 особи (2011).
У 1975-1998 роках село належало до Седлецького воєводства.

## Демографія
Демографічна структура станом на 31 березня 2011 року:
|          | Загалом | Допрацездатний вік | Працездатний вік | Постпрацездатний вік |
| -------- | ------- | ------------------ | ---------------- | -------------------- |
| Чоловіки | 32      | 11                 | 15               | 6                    |
| Жінки    | 21      | 1                  | 11               | 9                    |
| Разом    | 53      | 12                 | 26               | 15                   |